# Juan Carlos Mamelli
Juan Carlos Mamelli, vollständiger Name Juan Carlos Mamelli Maquilan, (* 5. März 1948 in Recreo, Catamarca, Argentinien) ist ein ehemaliger argentinischer Fußballspieler.

## Karriere

### Verein
Der „Palito“ genannte Offensivakteur Mamelli spielte 1968 für den argentinischen Verein CA Belgrano. Für das Team aus Córdoba absolvierte er in jenem Jahr 14 Spiele in der Primera División Nacional. Von 1969 bis 1973 gehörte er dem Kader des uruguayischen Erstligisten Nacional Montevideo an. In seiner Anfangszeit konnte er dort aufgrund einer Verletzung zunächst fünf Monate lang kein Spiel absolvieren und konnte sich gegen die Stürmer Celio und Artime zunächst nicht durchsetzen. Nach dem Abgang Celios bildete er sodann jedoch ein gefürchtetes Sturmduo mit Artime. Mit den Montevideanern gewann er 1969, 1970, 1971 und 1972 den uruguayischen Meistertitel. 1972 wurde er mit 20 erzielten Treffern Torschützenkönig der Primera División. Auch auf internationaler Ebene war er mit den Bolsos erfolgreich und siegte bei der Copa Libertadores 1971. Im ersten und dritten Finalspiel kam er dabei jeweils als Einwechselspieler zum Zug. Im Dezember 1971 gehörte er ebenfalls dem siegreichen Team der Bolsos bei den beiden Spielen gegen Panathinaikos Athen um den Weltpokal an und kam im Rückspiel zu einem Startelfeinsatz. Bei den beiden Partien gegen CD Cruz Azul im Juli 1972 bzw. November 1972, in denen Nacional die Copa Interamericana 1972 zu seinen Gunsten entschied, stand Mamelli jeweils in der Startelf und steuerte in beiden Partien den Treffer Nacionals zum 1:1-Ausgleich bei. In den Spielzeiten 1973/74 und 1974/75 bestritt er im Rahmen eines Engagements beim spanischen Verein Betis Sevilla von seinem ersten Ligaspiel am 8. September 1973 bis zu seinem letzten Einsatz am 9. März 1975 35 Spiele und schoss neun Tore. Es folgte eine Karrierestation bei CA River Plate im Jahre 1976. Im Folgejahr stand er wieder im Kader Nacional Montevideos, erzielte elf Treffer bei 19 Einsätzen und gewann ein weiteres Mal die uruguayische Meisterschaft, wenngleich auch Quellen existieren, die ihm diese letzte Meisterschaft nicht explizit zuschreiben. Insgesamt erzielte er während der Zeit seiner Zugehörigkeit zu Nacional 156 Tore. Damit gehört er zu den zehn erfolgreichsten Torschützen der Vereinsgeschichte. Im Laufe seiner Karriere war er zudem für Atlético Tucumán und die Rampla Juniors aktiv. Nach der Karriere ließ sich Mamelli mit Frau und Töchtern im montevideanischen Barrio Villa Dolores nieder.

### Erfolge
- Weltpokal: 1971
- Copa Libertadores: 1971
- Copa Interamericana: 1972
- Uruguayischer Meister: 1969, 1970, 1971, 1972, (1977)
- Torschützenkönig der uruguayischen Primera División: 1972